# Будинок на вулиці Саксаганського, 34
Будинок на вулиці Саксаганського, 34 — житловий будинок у Голосіївському районі Києва, на вулиці Саксаганського. Зведений у 1912—1913 роках як прибутковий, має статус пам'ятки архітектури та містобудування місцевого значення. Серед будинків на вулиці Саксаганського цей будинок є одним із найкращих зразків прибуткового будинку початку XX століття, втім, надбудована мансарда, що з'явилася під час реконструкції у 2010-х роках значно порушує первісний художній задум архітектора. 

## Історія
Ділянка, де стоїть сучасний будинок № 34, первісно мала площу 570 кв. саженів і з 11 липня 1857 року, згідно постанови київського магістрату, належала вдові купця М. Голованьовій. У 1857—1860 роках власниця забудувала ділянку, спорудивши на ній чоловий одноповерховий дерев'яний з цегляним підвалом будинок (із типовим фасадом № 2) на червоній лінії забудови, а на подвір'ї — дерев'яні флігель і службові будівлі; в глибині садиби мав бути сад. У 1873 році Голованьова замовила спорудження на місці старого флігеля нового, двоповерхового на цегляному підвалі, та сараю, а 1885 року архітектор Е. Брадтман спорудив новий двоповерховий чоловий будинок на незабудованій частині ділянки, правіше від сучасного будинку (цей будинок став першою відомою київською спорудою Брадтмана). З кінця 1880-х років власники садиби неодноразово змінювалися, зокрема, з кінця 1890-х років вона належала члену Либідської дільничої Підкомісії з оцінки нерухомості при Міській думі Ф. Білокренцю, який 1911 року продав цю садибу купцеві 1-ї гільдії та домовласнику Ефруїму Ароновичу Манову. Новий власник наступного, 1912-го року зніс усю стару дерев'яну забудову і звів новий п'ятиповерховий будинок у стилі модерн з елементами неоампіру (автором проєкту був архітектор Ф. Троупянський). 
Новий будинок був прибутковим, із квартирами для різних верств населення: дві п'ятикімнатні квартири на першому поверсі, на інших поверхах — по три квартири, що в цілому мали по 16 житлових кімнат на поверсі, невеликі підвальні помешкання для бідніших верст.
У 1919 році, після встановлення у Києві радянської влади, будинок націоналізували, квартири перепланували.
У 1990-х роках мешканців відселили, після чого в будинку почалися тривалі реставраційно-ремонтні роботи, внаслідок яких замінили перекриття та надбудували масивну двоповерхову мансарду. Певних втрат зазнав і декор будинку: були втрачені первісні ґрати балконів над еркерами, барельєф над центральним вікном другого поверху, частково був знищений декор інтер'єрів.
У 2011 році Київська міська рада передала ділянку із будинком у короткострокову оренду на 5 років закритому акціонерному товариству «Ініціатор+».

## Опис
Будинок п'ятиповерховий на цокольному поверсі, цегляний, фарбований, Т-подібний у плані.
Головний фасад декорований у стилі пізнього модерну з елементами неоампіру, дворовий фасад має риси майбутнього стилю конструктивізм (круглі вікна п'ятого поверху). Композиція головного фасаду симетрична, трьохосьова. Центральна вісь виділена арковим порталом головного входу та вікнами збільшеного масштабу, вікно другого поверху над вхідним порталом прикрашене декоративним портиком із ліпними гірляндами, між вікнами третього і четвертого поверхів — додатковий акцент у вигляді барельєфу на тему добробуту. У барельєфі — дві жіночі фігури із рогами достатку, між ними — літера «М», ініціал тогочасного власника будинку Ефраїма Манова. Бічні осі підкреслені п'ятигранними еркерами на рівні другого—четвертого поверхів, що увінчуються аналогічними за формами балконами п'ятого поверху, та аттиками із напівциркульними віконними прорізами-трифоріями, характерними для стилю неоампір. До реконструкції 1990-х—2010-х років фасад в своїй середній частині завершувався приземкуватим трикутним фронтоном, який при надбудові мансарди замінили на видовжену засклену лоджію. Нижня частина фасаду, до середини другого поверху тинькована під руст (частково втрачено при останній реконструкції), середня частина фасаду виконана у вигляді високої аркади, утвореної архівольтами над вікнами четвертого поверху, що спираються на імпости в міжвіконних простінках, п'ятий поверх відокремлений горизонтальним гуртом.
Внутрішні перекриття пласкі, залізобетонні, дах двосхилий, вкритий бляхою. Головний вхід веде до холу, з'єднаного з подвір'ям коридором. Парадні сходи квадратні у плані, розташовані в центрі, під світловим ліхтарем, як і ліфт, двоє чорних сходів розташовані асиметрично. В деяких квартирах, де мешкали заможні фахівці із власною практикою, первісно облаштовувалися для клієнтів окремі входи до кабінету з парадних сходів.

## Видатні мешканці
У квартирі № 3 на другому поверсі з 1915 року до 1930-х років мешкав лікар-педіатр, вчений, доктор медицини Лев Осипович Фінкельштейн.

## Галерея

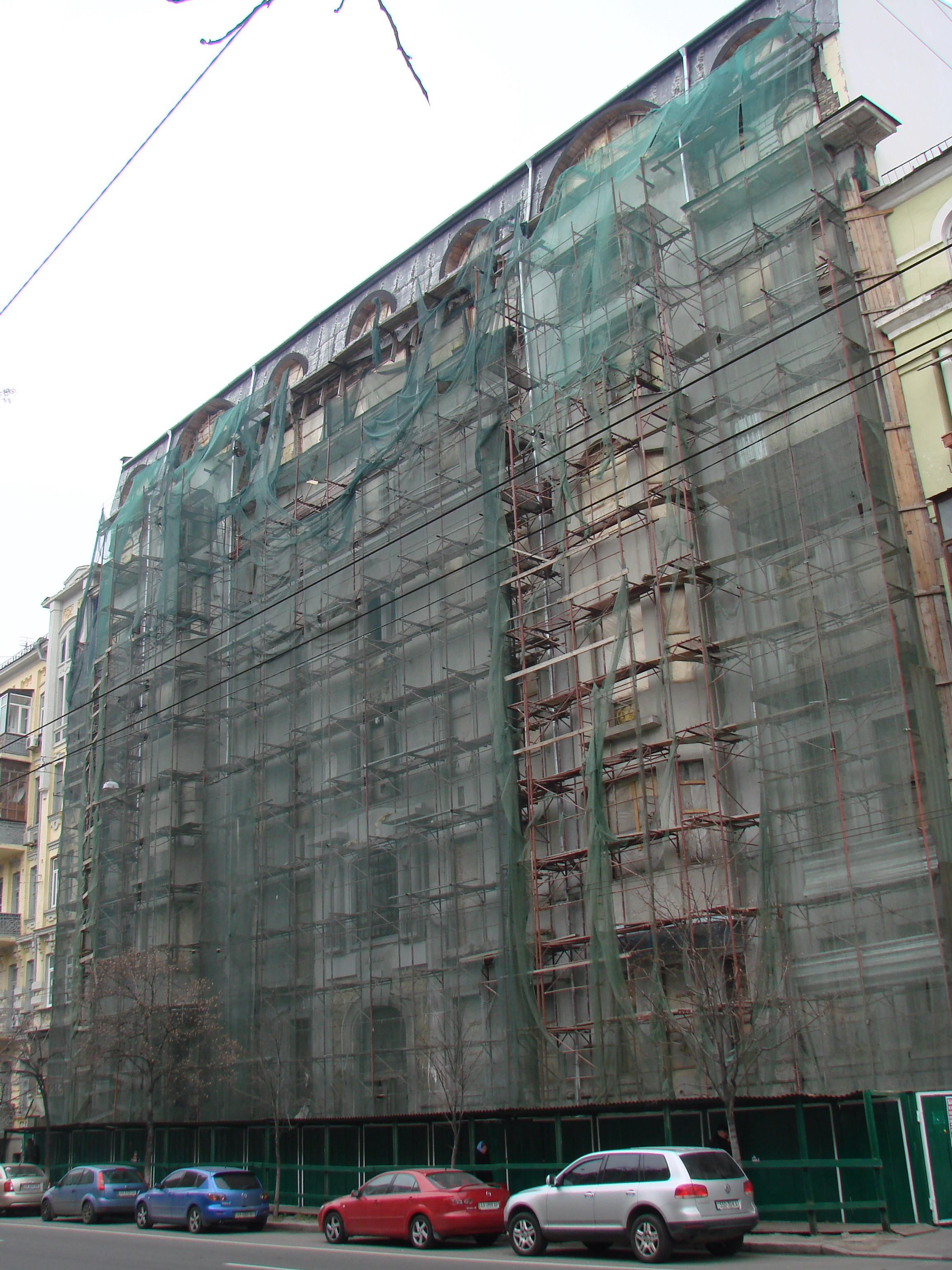
Будинок у 2008 році
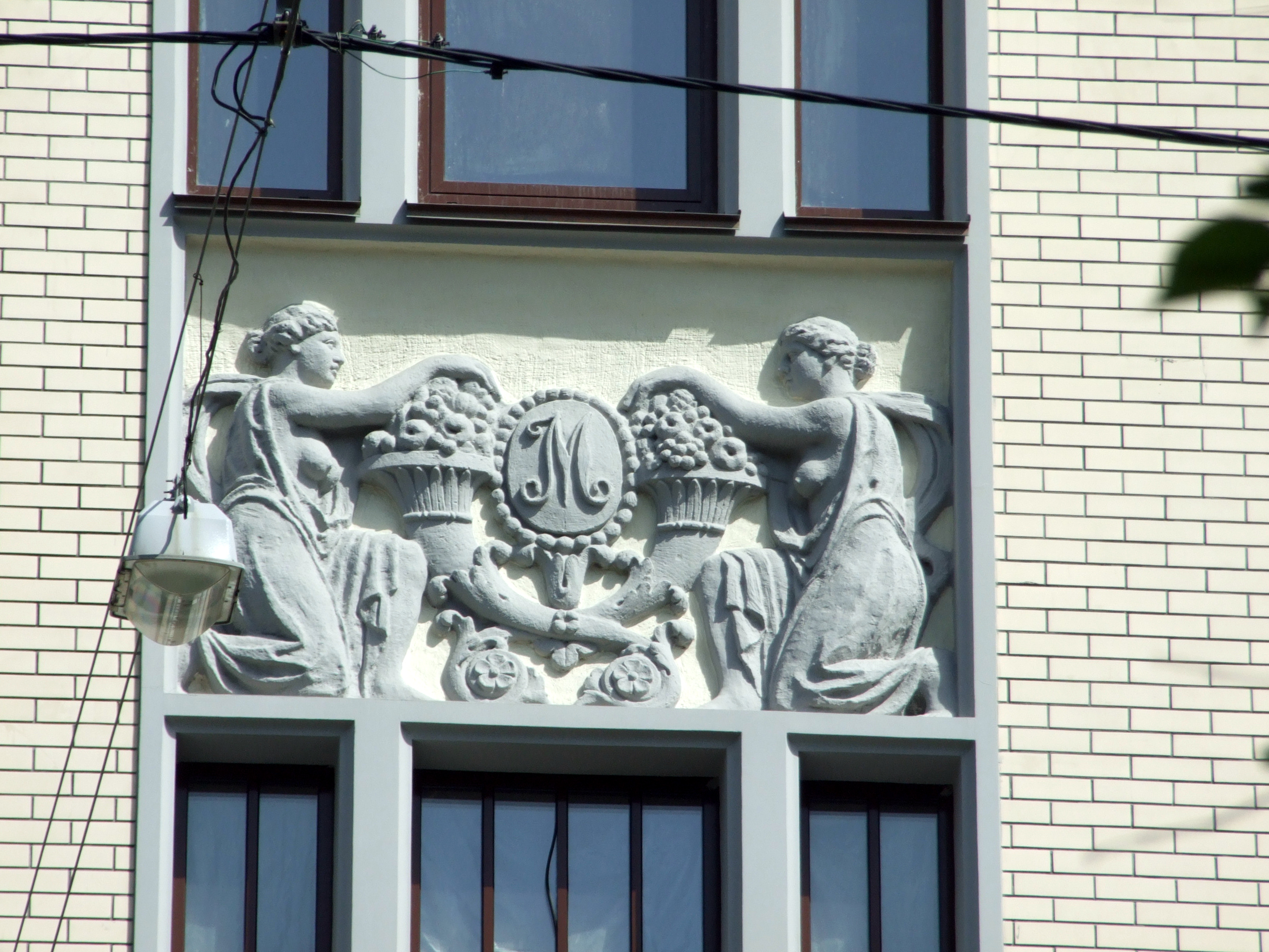
Барельєф з ініціалом власника будинку
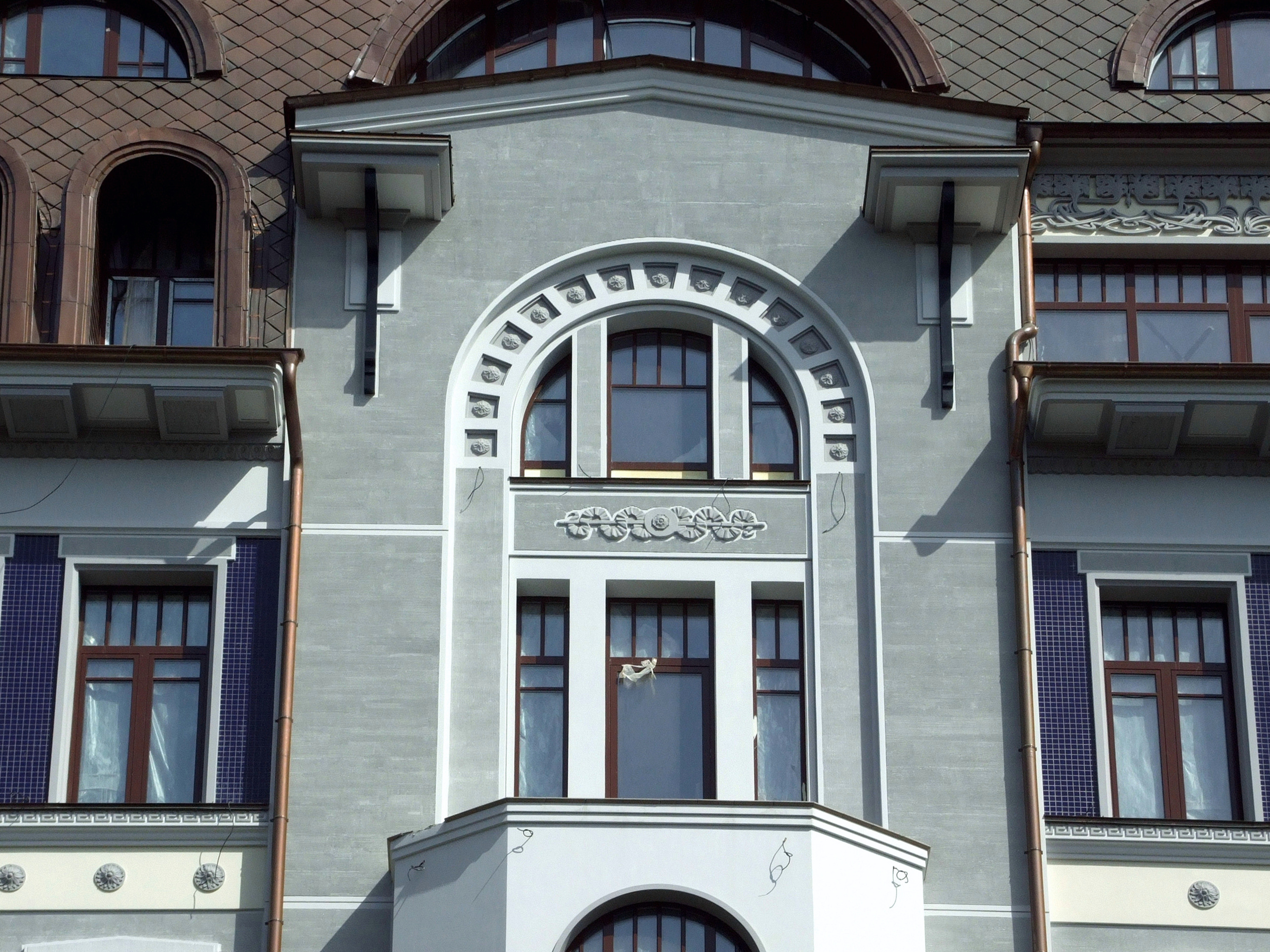
Вікно п'ятого поверху над еркером
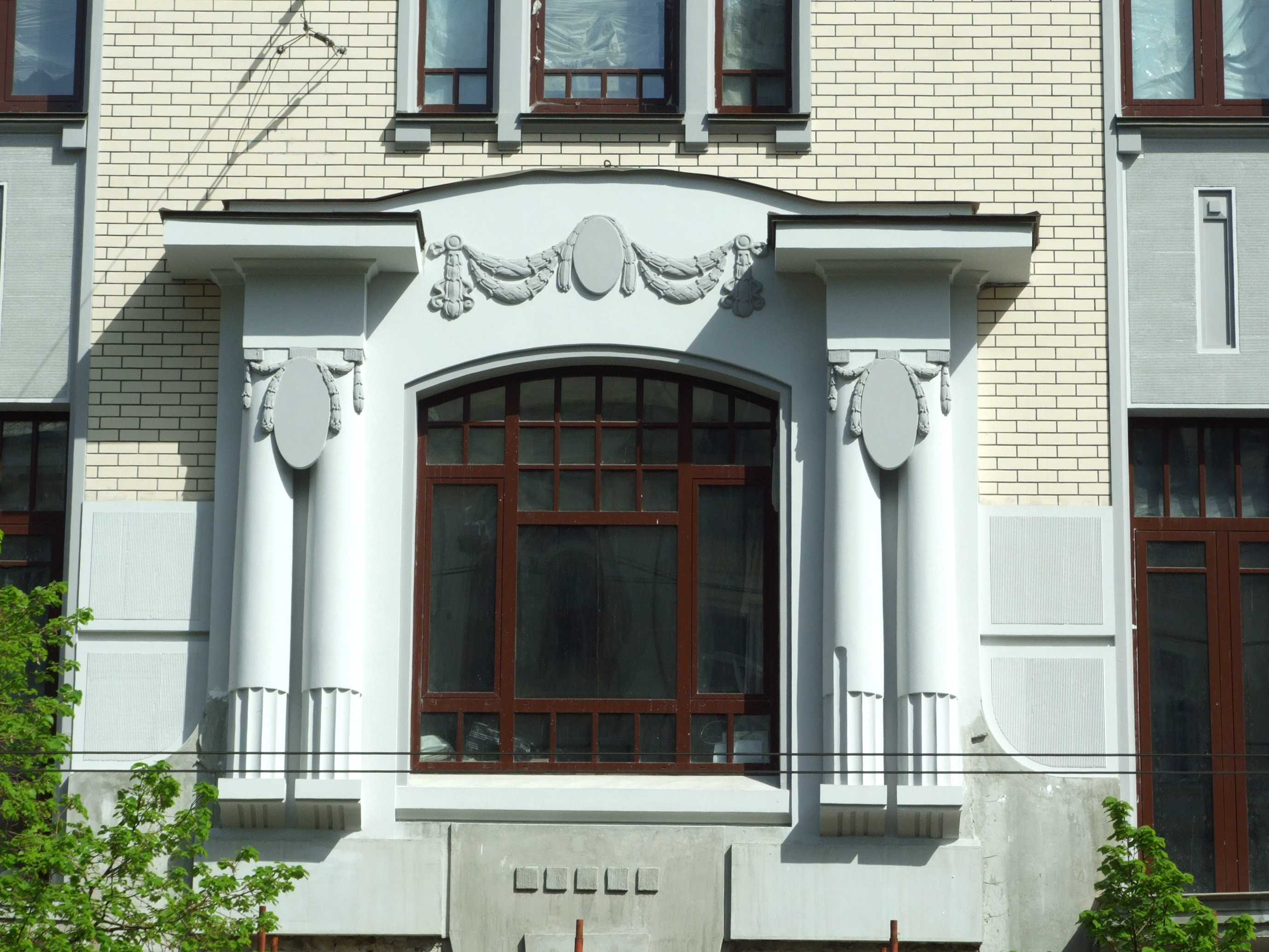
Вікно другого поверху над головним входом
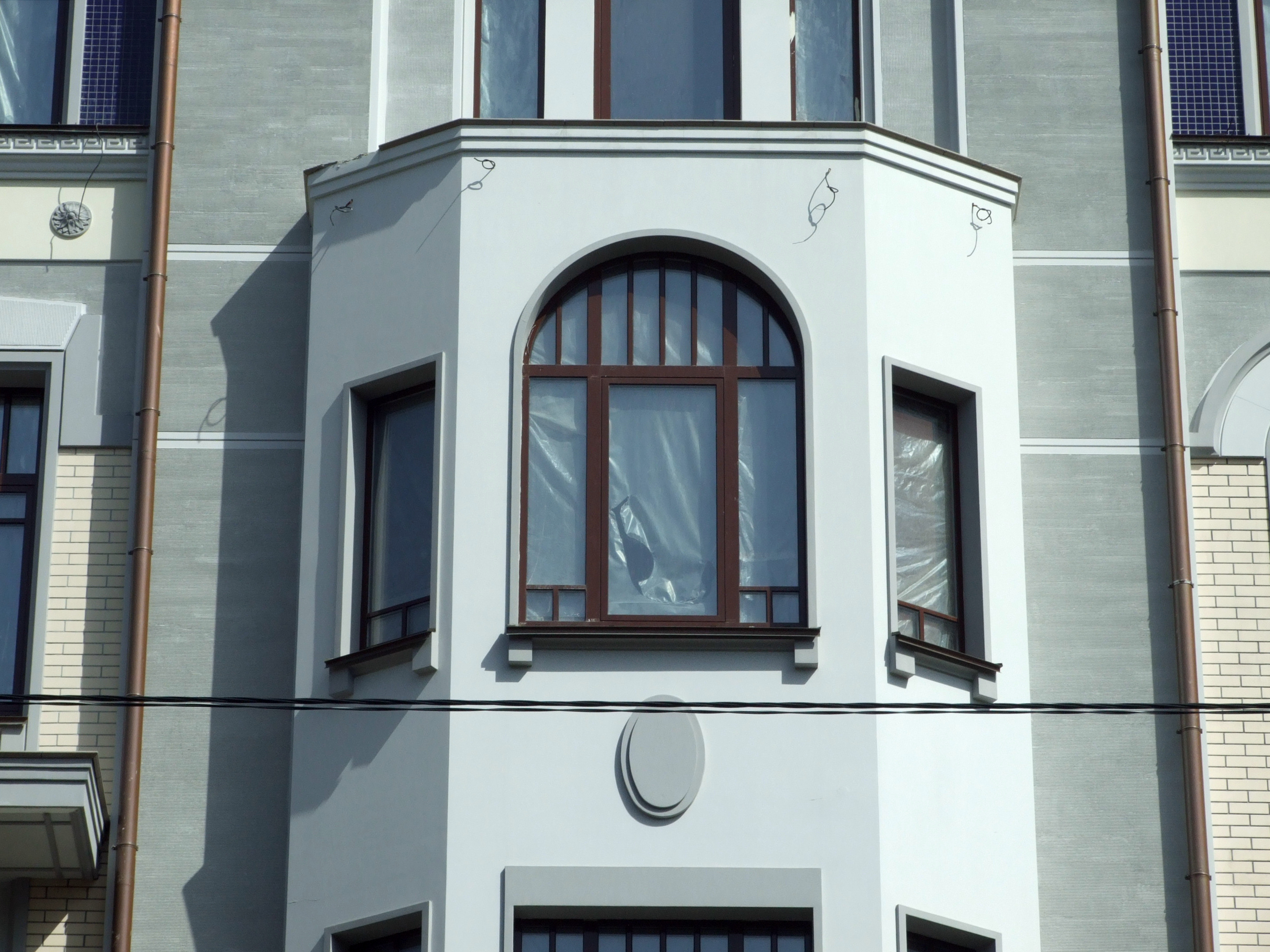
Вікно четвертого поверху в еркері
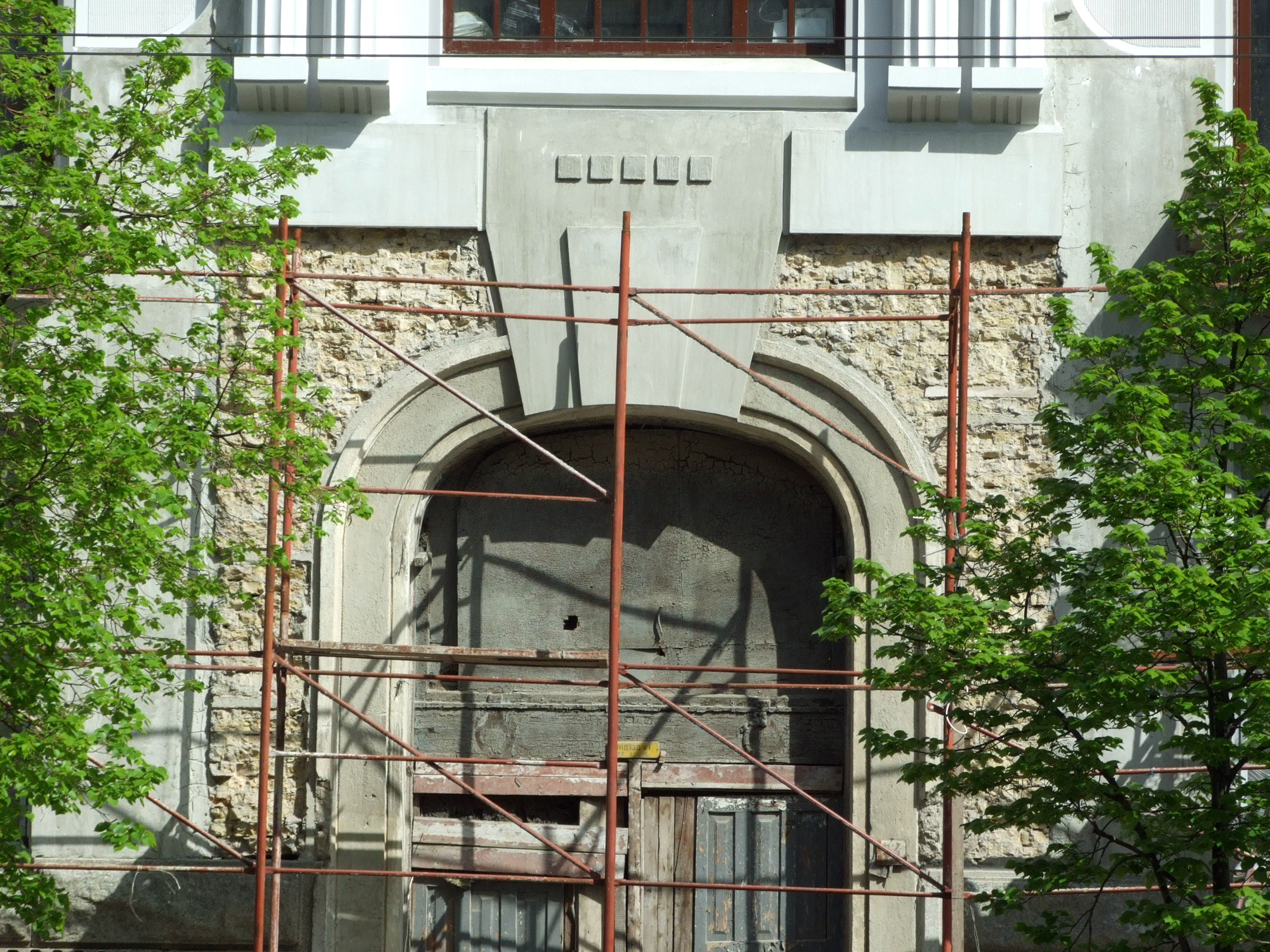
Головний вхід